# Sistema tributário da China

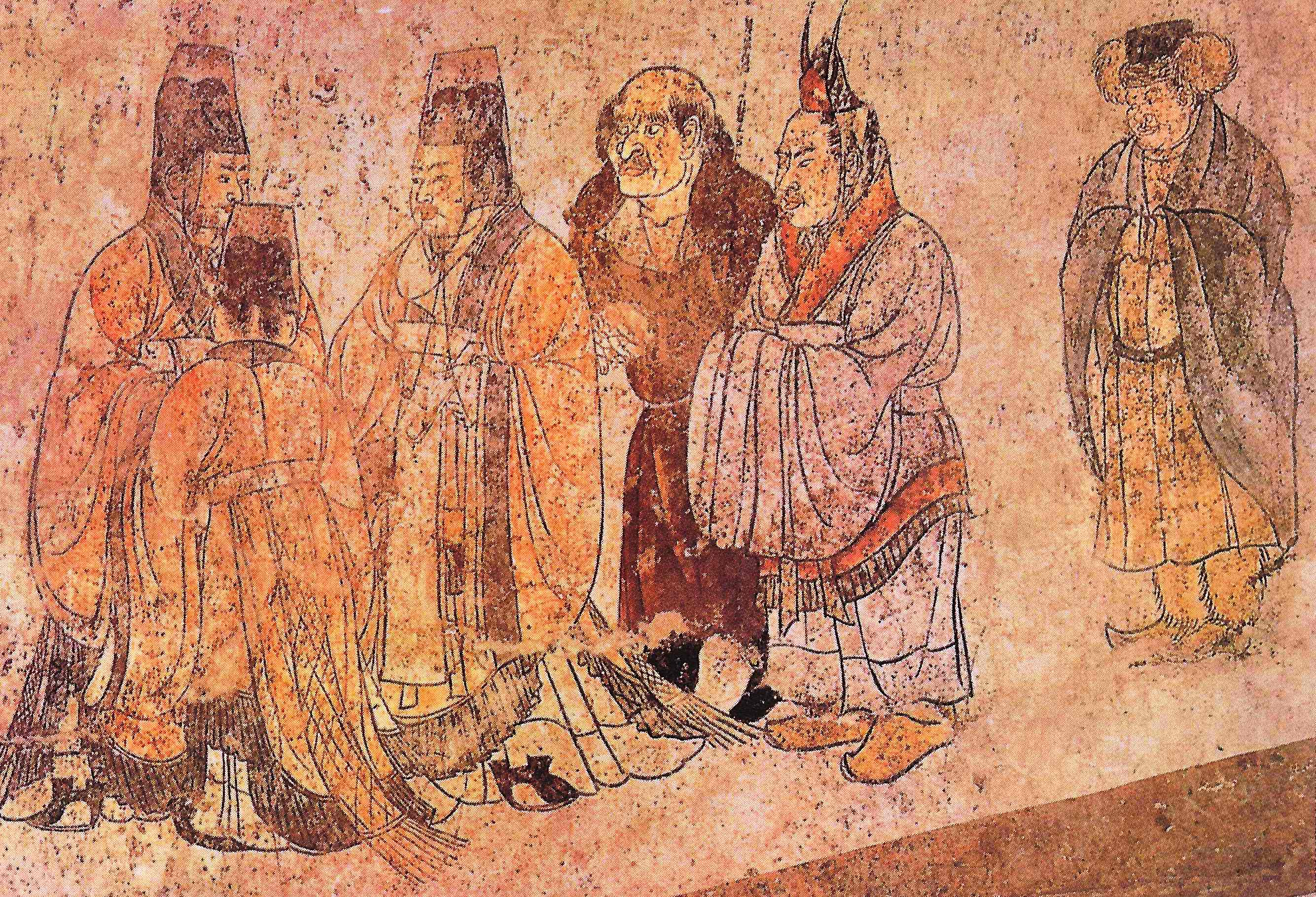
Um mural do Mausoléu de Qianling em Shaanxi, 706. Embaixadores estrangeiros estão sendo recebidos na corte. O homem careca no meio é do Oeste e o homem à sua direita é de Silla.

O sistema tributário da China (chinês simplificado: 中华朝贡体系, chinês tradicional: 中華朝貢體系, pinyin: Zhōnghuá cháogòng tǐxì), ou sistema Cefeng (chinês tradicional: 冊封體制, chinês simplificado: 册封体制, pinyin: Cèfēng tǐzhì) em seu auge era uma rede de relações internacionais frouxas centradas na China, que facilitava o comércio e as relações exteriores ao reconhecer o papel hegemônico da China dentro de uma ordem mundial sinocêntrica. Envolvia múltiplas relações de comércio, força militar, diplomacia e ritual. Os outros estados tiveram que enviar um emissário tributário à China conforme o cronograma, que se prostraria diante do imperador chinês como forma de tributo e reconheceria sua superioridade e precedência. Os outros países seguiram o ritual formal da China para manter a paz com o vizinho mais poderoso e serem elegíveis para ajuda diplomática ou militar sob certas condições. Os intervenientes políticos no sistema tributário eram em grande parte autónomos e, em quase todos os casos, virtualmente independentes. 
Estudiosos divergem sobre a natureza das relações da China com seus vizinhos nos tempos tradicionais. Muitos descrevem um sistema que incorporava um conjunto de instituições, convenções sociais e diplomáticas, e instituições que dominaram os contactos da China com o mundo não chinês durante dois milénios, até ao colapso do sistema por volta do final do século XIX. Outros estudiosos, como Odd Arne Westad, veem uma variedade de relacionamentos que diferiam em caráter, não um "sistema tributário" geral. Eles sugerem um sistema sinocêntrico, no qual a cultura chinesa era central para a autoidentificação de muitos grupos de elite nos países asiáticos vizinhos.  No final do século XIX, a China tornou-se parte de uma comunidade de estados soberanos de estilo europeu e estabeleceu relações diplomáticas com outros países do mundo seguindo o direito internacional. Embora alguns estudiosos tenham sugerido que o sistema tributário é um modelo para a compreensão das relações internacionais no Leste Asiático hoje, outros estudiosos argumentam que o conceito é enganoso sobre as relações tanto no início dos tempos modernos quanto hoje. 

## Definição

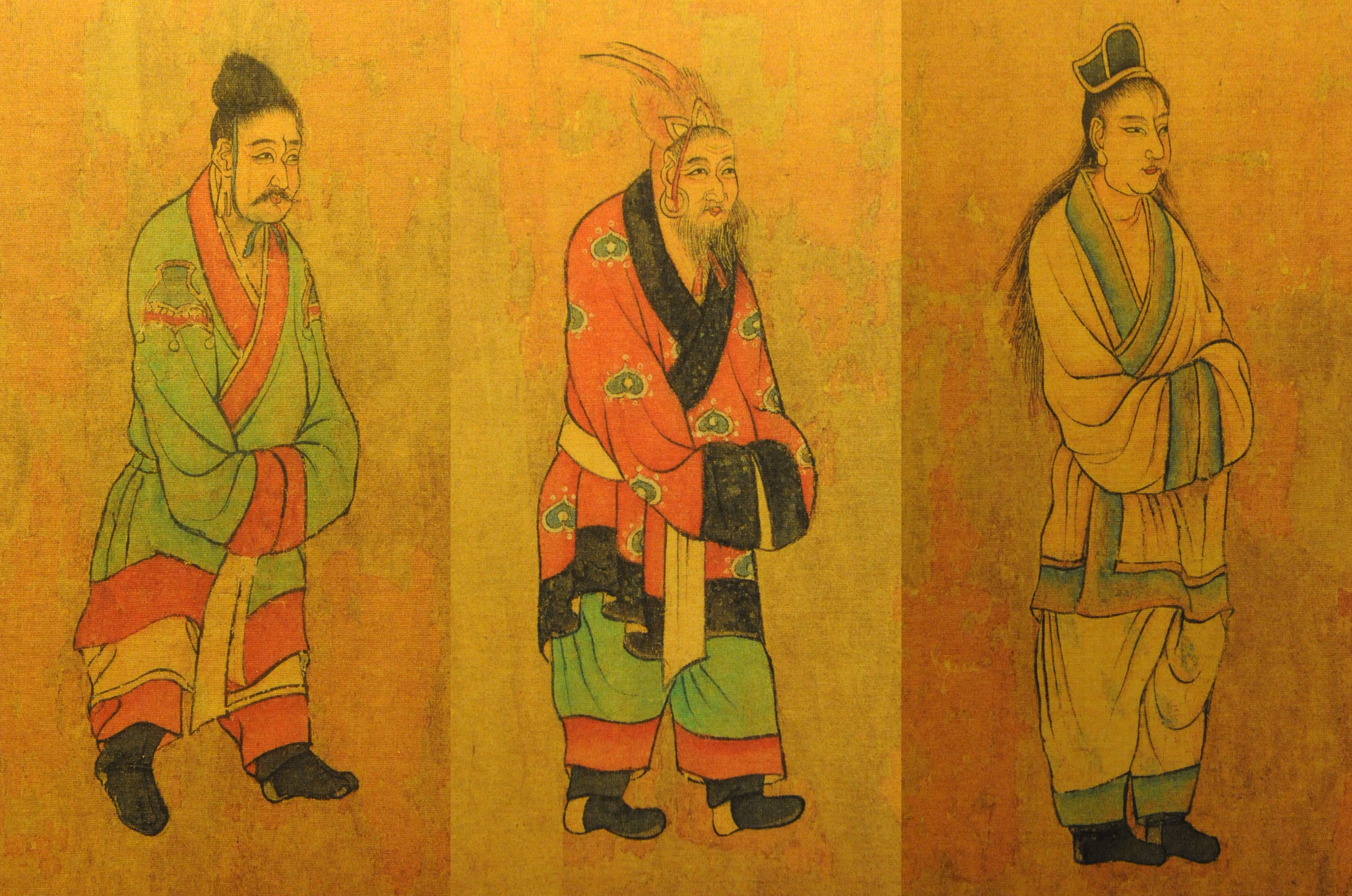
Enviados de Baekje, Goguryeo e Silla. Pintura produzida no século VII d.C. por Yan Liben (c. 600–673)

O termo "sistema tributário" é uma invenção ocidental. Não havia um termo equivalente no léxico chinês para descrever o que seria considerado o "sistema de tributos" hoje, nem era concebido como uma instituição ou sistema. John King Fairbank e Teng Ssu-yu criaram a teoria do "sistema de tributos" em uma série de artigos no início da década de 1940 para descrever "um conjunto de ideias e práticas desenvolvidas e perpetuadas pelos governantes da China ao longo de muitos séculos".  O conceito foi desenvolvido e se tornou influente depois de 1968, quando Fairbank editou e publicou um volume de conferência, The Chinese World Order, com quatorze ensaios sobre as relações pré-modernas da China com o Vietnã, a Coreia, a Ásia Interior e o Tibete, o Sudeste Asiático e os Ryukyus, bem como uma introdução e ensaios descrevendo as visões chinesas da ordem mundial. O modelo apresenta o sistema de tributos como uma extensão da ordem social confucionista hierárquica e não igualitária. 
"Tributo", aponta Peter C. Perdue, o historiador das relações exteriores da dinastia Qing, é "a tradução inadequada para gong, um termo com múltiplos significados no chinês clássico", já que seu "significado básico de dar presentes de inferiores para superiores se aplicava a todos os relacionamentos pessoais..." O conceito de sistema de tributos de Fairbank "transformou uma prática flexível com múltiplos significados em um sistema ritual excessivamente formalizado" no qual o gong sempre tinha os mesmos significados e o ritual do gong era exclusiva e predominantemente um marcador de relações exteriores, enquanto os Qing conduziam "muitas formas diversas de ritual tributário". 

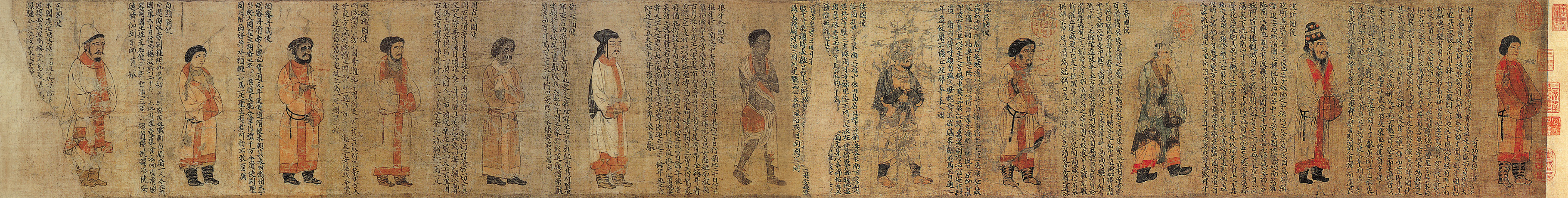
Os retratos da oferta periódica de Liang. Cópia da dinastia Song de uma pintura do século VI no Museu Nacional da China. Enviados tributários da direita para a esquerda: Uar (Heftalitas); Pérsia; Baekje (Coréia); Qiuci; Wo (Japão); Langkasuka (Malásia); Dengzhi (鄧至) (Qiang) Ngawa; Zhouguke (周古柯), Hebatan (呵跋檀), Humidan (胡密丹), Baiti (白題, semelhante ao povo Heftalita), que mora perto de Heftalita; Mo (Qiemo). Original atribuído a Xiao Yi.

## Na prática

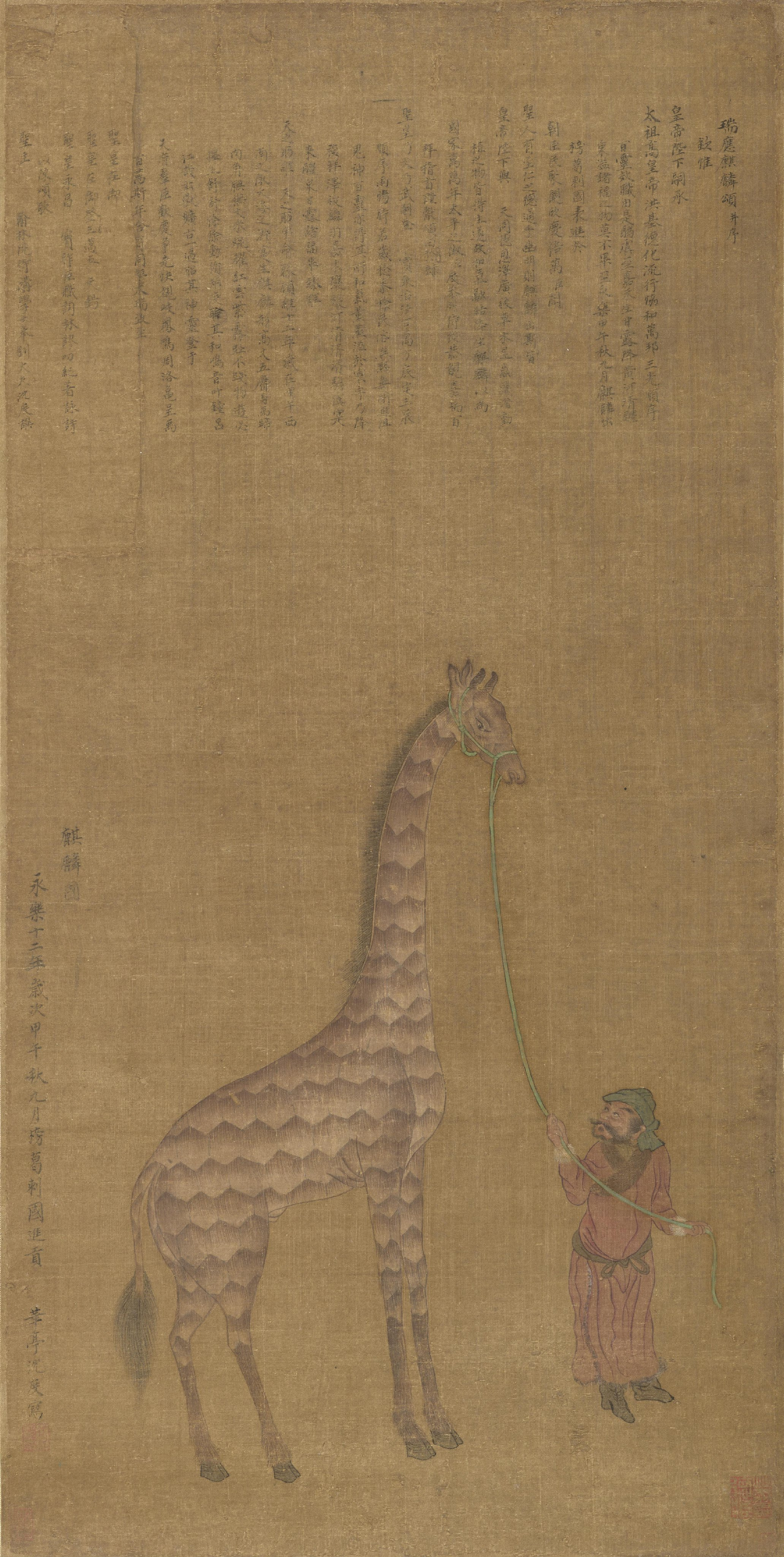
Uma pintura da era Ming de uma girafa de tributo, que foi considerada um Qilin pelos funcionários da corte, de Bengala

### Legitimidade
O “sistema de tributos” é frequentemente associado a uma “ordem mundial confucionista”, segundo a qual os estados vizinhos cumpriam e participavam no “sistema de tributos” para garantir garantias de paz, investidura e oportunidades comerciais.  Um membro reconhecia a posição de outro como superior, e o superior lhe conferia investidura na forma de uma coroa, selo oficial e vestes formais, para confirmá-lo como rei.  A prática de investir em vizinhos não chineses era praticada desde os tempos antigos como uma expressão concreta da política de rédea solta. 
Os governantes de Joseon, em particular, procuraram legitimar seu governo por meio de referência à autoridade simbólica chinesa. No lado oposto do espectro de relações tributárias estava o Japão, cujos líderes poderiam prejudicar a sua própria legitimidade ao identificarem-se com a autoridade chinesa.  Nessas situações politicamente complicadas, às vezes era criado um falso rei para receber investiduras para fins de comércio de tributos. 

### Autonomia
Na prática, o sistema de tributos só se formalizou durante os primeiros anos da dinastia Ming.  Os intervenientes no “sistema de tributos” eram virtualmente autónomos e levavam a cabo as suas próprias agendas, apesar de enviarem tributos; como foi o caso do Japão, da Coreia, de Ryukyu e do Vietname.  A influência chinesa nos estados tributários era quase sempre de natureza não intervencionista e os estados tributários "normalmente não poderiam esperar assistência militar dos exércitos chineses caso fossem invadidos".  

### Tributo
O "tributo" envolvia uma corte estrangeira enviando emissários e produtos exóticos ao imperador chinês. O imperador então deu presentes aos enviados em troca e permitiu que eles negociassem na China. Apresentar homenagem envolvia subordinação teatral, mas geralmente não subordinação política. O sacrifício político dos atores participantes foi simplesmente uma “reverência simbólica”.  Os estados que enviavam tributos também não eram forçados a imitar as instituições chinesas, como em casos como os da Ásia Interior, que basicamente ignoravam as armadilhas do governo chinês. Em vez disso, manipularam as práticas de tributos chineses para seu próprio benefício financeiro. 
Os presentes distribuídos pelo imperador Ming e as licenças comerciais concedidas eram de maior valor do que o tributo em si, então os estados tributários enviaram tantas missões tributárias quanto puderam. Em 1372, o Imperador Hongwu restringiu as missões de tributo de Joseon e de outros seis países para apenas uma a cada três anos. O Reino de Ryukyu não foi incluído nesta lista e enviou 57 missões de tributo de 1372 a 1398, uma média de duas missões de tributo por ano. Como a densidade geográfica e a proximidade não eram um problema, regiões com vários reis, como o Sultanato de Sulu, beneficiaram imensamente desta troca. 
Depois de 1435, a dinastia Ming instou as delegações estrangeiras a partirem e parou de oferecer assistência de transporte para missões visitantes. O tamanho das delegações foi restringido de centenas de pessoas para menos de uma dúzia e a frequência das missões tributárias também foi reduzida. 
A prática de dar presentes de maior valor do que o próprio tributo não era praticada pela corte da dinastia Yuan liderada pelos mongóis com Goryeo. Os presentes conferidos pelo Yuan valiam uma fração do tributo oferecido por Goryeo. 

### Cultura
A participação em um relacionamento tributário com uma dinastia chinesa também pode ser baseada em motivações culturais ou civilizacionais, em vez de benefícios materiais e monetários. O reino coreano de Joseon não tratou a dinastia Qing liderada pelos Manchus, que invadiu Joseon e a forçou a se tornar tributária em 1636, da mesma forma que a dinastia Ming liderada pelos Han. Joseon continuou a apoiar os Ming em suas guerras contra os Qing, apesar de sofrer retaliações militares destes últimos. Os manchus eram vistos como bárbaros pela corte coreana, que, considerando-se o novo "centro ideológico confucionista" no lugar dos Ming, continuou a usar o calendário e os nomes das eras Ming em desafio aos Qing, apesar de enviar missões de tributo. 
Entretanto, o Japão evitou o contacto direto com a China Qing e, em vez disso, manipulou embaixadas dos vizinhos Joseon e Ryukyu para fazer parecer falsamente que tinham vindo para pagar tributo.  A Coreia de Joseon permaneceu tributária da China Qing até 1895, quando a Primeira Guerra Sino-Japonesa encerrou esse relacionamento.

### Rituais
O sistema tributário chinês exigia um conjunto de rituais dos estados tributários sempre que estes buscavam relações com a China como forma de regular as relações diplomáticas. Os principais rituais geralmente incluíam:
- O envio de missões por estados tributários à China[25]
- A reverência dos enviados tributários perante o imperador chinês como "um reconhecimento simbólico da sua inferioridade" e "reconhecimento do seu estatuto de estado vassalo"[25]
- A entrega de tributos e o recebimento dos “presentes de vassalos” do imperador[25]
- A investidura do governante do estado tributário como rei legítimo da sua terra[25]

Após a conclusão dos rituais, os estados tributários se envolviam em seus negócios desejados, como o comércio.

## História

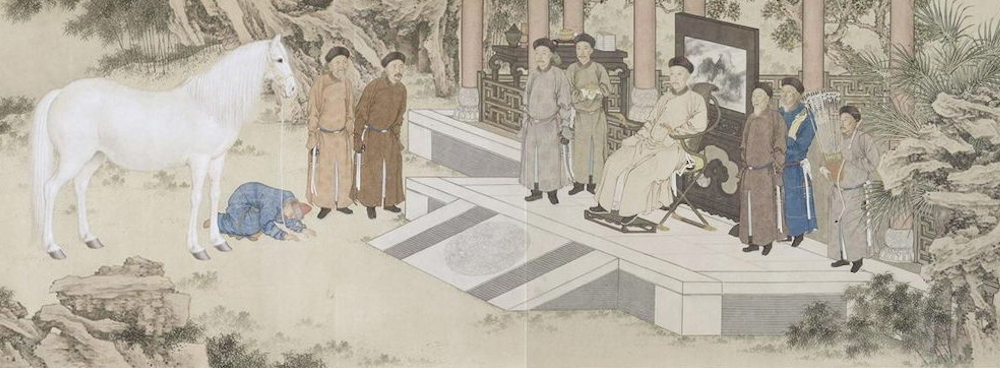
Quirguizes entregam um cavalo branco como homenagem ao Imperador Qianlong da China (1757), logo após a conquista Qing de Xinjiang. Logo, o comércio intensivo começou em Kulja e Chuguchak, com cavalos, ovelhas e cabras quirguizes sendo trocados por tecidos de seda e algodão chineses.

As relações tributárias surgiram durante a dinastia Tang, sob o reinado do Imperador Taizong, quando os governantes chineses começaram a perceber os enviados estrangeiros que pagavam tributos como um "símbolo de conformidade com a ordem mundial chinesa". 
O fundador da dinastia Ming,  Imperador Hongwu, adotou uma política de proibição marítima e emitiu contas para embaixadas que "tributavam" missões. As missões estavam sujeitas a limites no número de pessoas e itens permitidos. 

### Coreia
O Antigo Livro de Tang e o Novo Livro de Tang registam Silla enviando mulheres, 4 no total, todas rejeitadas,  ouro, prata entre outras coisas como tributo à dinastia Tang.
| “ | Se Silla de fato serviu a China de todo o coração, enviando navios tributários um após o outro, por que o Rei Beopheung usou seu próprio título de reinado? Isso é realmente confuso! A partir de então, Silla manteve essa prática errônea por muitos anos, mesmo depois que o Imperador Taizong tomou conhecimento dela e repreendeu o embaixador de Silla. Agora, eles finalmente adotaram o título de reinado Tang. Embora tenha sido uma mudança por necessidade, ainda podemos dizer que eles conseguiram corrigir seu erro. | ” |
|   | — Kim Bu-sik (1075–1151) escrevendo sobre a natureza da relação tributária de Silla com a China. |   |

Os governantes de Goryeo se autodenominavam "Grande Rei", considerando-se soberanos do mundo centrado em Goryeo, no nordeste da Ásia. Eles mantiveram seu próprio estilo imperial, em sua configuração de instituições governamentais, divisões administrativas e sistema tributário próprio.
Como a luta entre o Yuan do Norte, a Rebelião dos Turbantes Vermelhos e os Ming permaneceu indecisa, Goryeo manteve a neutralidade, apesar de ambos os lados implorarem por ajuda para quebrar o impasse. À medida que os Ming finalmente ganhavam vantagem, Goryeo pagou um enorme tributo aos Ming em fevereiro de 1385, consistindo em cinco mil cavalos, quinhentos jin de ouro, cinquenta mil jin de prata e cinquenta mil rolos de tecido de algodão para manter sua neutralidade.

### Japão
Os primeiros reis do Japão tiveram relações diplomáticas formais com a dinastia Jin e seus sucessores e foram nomeados "Rei de Wa". Os imperadores da China geralmente se referiam ao governante do Japão como 倭寇王, wōkouwang (wakuō), que significa "Rei de Wa", enquanto eles próprios se autodenominavam ōkimi, que significa "Grande Rei" em relação ao imperador chinês. Internamente, 天皇, tennō significa "rei celestial" e também é usado para colocar o governante do Japão no mesmo nível do governante da China.
Entre 607 e 839, o Japão se submeteu e enviou 19 missões à China sob as dinastias Sui e Tang (uma missão planejada para 894 foi cancelada). A natureza destes contactos bilaterais evoluiu gradualmente do reconhecimento político e cerimonial para intercâmbios culturais; e o processo acompanhou os crescentes laços comerciais que se desenvolveram ao longo do tempo. O conhecimento era o principal objetivo de cada expedição. Por exemplo: os sacerdotes estudavam o budismo chinês. Autoridades estudaram o governo chinês. Os médicos estudavam medicina chinesa. Os pintores estudavam pintura chinesa. Aproximadamente um terço dos que embarcaram do Japão não sobreviveram para regressar a casa.
O Japão, sob o Xogunato Ashikaga, tornou-se novamente tributário da China durante a dinastia Ming, em 1401. Como resultado, em 1404, o xogum Ashikaga Yoshimitsu, que detinha a maior parte do poder de fato no Japão, aceitou o título de "Rei do Japão" dos Ming, apesar do soberano nominal do Japão ainda residir em Quioto. Yoshimitsu foi o primeiro e único governante japonês no início do período moderno a aceitar um título chinês. Durante o período Muromachi, o Japão aceitou a visão de mundo liderada pela dinastia Ming. Esta relação continuou até 1549 (excepto no período de 1411-1432), quando o Japão decidiu pôr fim ao seu reconhecimento da hegemonia regional da China e cancelar quaisquer outras missões tributárias.
A filiação ao sistema tributário era um pré-requisito para qualquer intercâmbio econômico com a China. Ao sair do sistema, o Japão renunciou à sua relação comercial com a China. Sob o governo do Imperador Wanli, a China Ming interpretou rapidamente as invasões japonesas da Coreia (1592-1598), que falharam, como um desafio à visão de mundo e à ordem predominantes centradas na dinastia Ming.

### Tailândia
A Tailândia foi um importante estado tributário chinês desde a dinastia Sui (581–618), até a Rebelião Taiping do final da dinastia Qing, em meados do século XIX. O Reino de Sucotai, o primeiro estado tailandês unificado, estabeleceu relações tributárias oficiais com a dinastia Yuan durante o reinado do rei Ram Khamhaeng, e a Tailândia permaneceu tributária da China até 1853.
Wei Yuan, o estudioso chinês do século XIX, considerou a Tailândia o mais forte e leal dos tributários do Sudeste Asiático da China, citando a época em que a Tailândia se ofereceu para atacar diretamente o Japão para desviar os japoneses de suas invasões planejadas da Coreia e do continente asiático, bem como outros atos de lealdade à dinastia Ming. A Tailândia era acolhedora e aberta aos imigrantes chineses, que dominavam o comércio e as trocas comerciais e alcançavam altos cargos no governo.

### Vietnã
O Vietnã foi governado pela China por 1050 anos. Quando o Vietnã conquistou a independência em 939, tornou-se tributário da China até 1885, quando se tornou um protetorado da França com o Tratado de Huế (1884). A Dinastia Lê (1428-1527) e a Dinastia Nguyễn (1802–1945) adotaram o sistema imperial chinês, com governantes declarando-se imperadores no modelo confucionista e tentando criar um sistema tributário imperial vietnamita, embora permanecendo um estado tributário da China.
Embora o Vietname fosse o único país sinicizado do Sudeste Asiático, a dinastia Ming tratou-o com menos respeito do que a Coreia ou o Reino de Ryukyu. O Imperador Hongwu se opôs firmemente às expedições militares no Sudeste Asiático e apenas repreendeu a conquista de Champá pelo Vietnã, que havia enviado missões de tributo à China em busca de ajuda. Após a morte do Imperador Hongwu, os chineses intervieram depois que um general vietnamita, Le Qui Ly, usurpou o trono vietnamita.
O sultanato de Malaca enviou emissários à China para informá-los que, ao retornarem a Malaca em 1469 de uma viagem à China, seu navio foi levado por uma tempestade para a costa do Vietnã e os vietnamitas mataram, escravizaram e castraram os sobreviventes. Os malaquianos relataram que o Vietnã estava no controle de Champa e que os vietnamitas tentaram conquistar Malaca, mas os malaquianos não reagiram devido à falta de permissão dos chineses para entrar em guerra. Malaca evitou hostilidades recíprocas até receber uma carta da dinastia Ming, na qual o imperador Ming os repreendeu, ordenando aos malaquinos que levantassem soldados e retaliassem se os vietnamitas atacassem.
De acordo com um estudo de 2018 publicado no Journal of Conflict Resolution, que abrange as relações entre o Vietname e a China de 1365 a 1841, "A corte vietnamita reconheceu explicitamente seu status desigual em suas relações com a China por meio de uma série de instituições e normas." Devido à sua participação no sistema tributário, os governantes vietnamitas se comportavam como se a China não fosse uma ameaça e lhe davam muito pouca atenção militar. Em vez disso, os líderes vietnamitas estavam claramente mais preocupados em reprimir a instabilidade interna crónica e em gerir as relações com os reinos a sul e a oeste."

### Reino de Ryukyu
Do final do século XIV ao início do século XVI, o Reino de Ryukyu ocupou uma posição importante na ordem tributária Ming, pois se tornou um intermediário importante para o comércio Ming com o nordeste e sudeste da Ásia por meio de mercadorias canalizadas para missões tributárias Ming-Ryukyu. O papel intermediário de Ryukyu também foi facilitado pelas comunidades da diáspora chinesa que se estabeleceram em Ryukyu e ocuparam cargos na corte de Ryukyu.

### Sudeste Asiático Marítimo
O Sultanato de Malaca e o Sultanato de Brunei enviaram tributos à dinastia Ming, com os seus primeiros governantes a viajarem pessoalmente para a China com as frotas imperiais.
Nas Filipinas, acredita-se que o comércio com a China tenha começado durante a dinastia Tang e se expandido durante a dinastia Song; no segundo milênio d.C., algumas políticas faziam parte do sistema tributário da China, (177–178) entre eles o Sultanato de Sulu.